# Messe pontificale

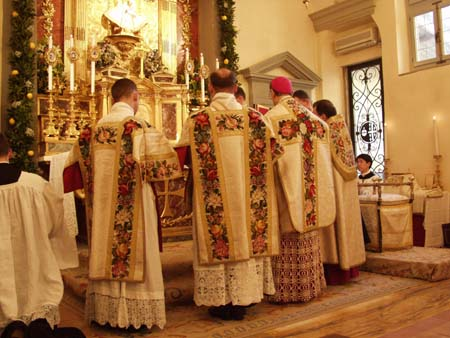
Messe pontificale tridentine.

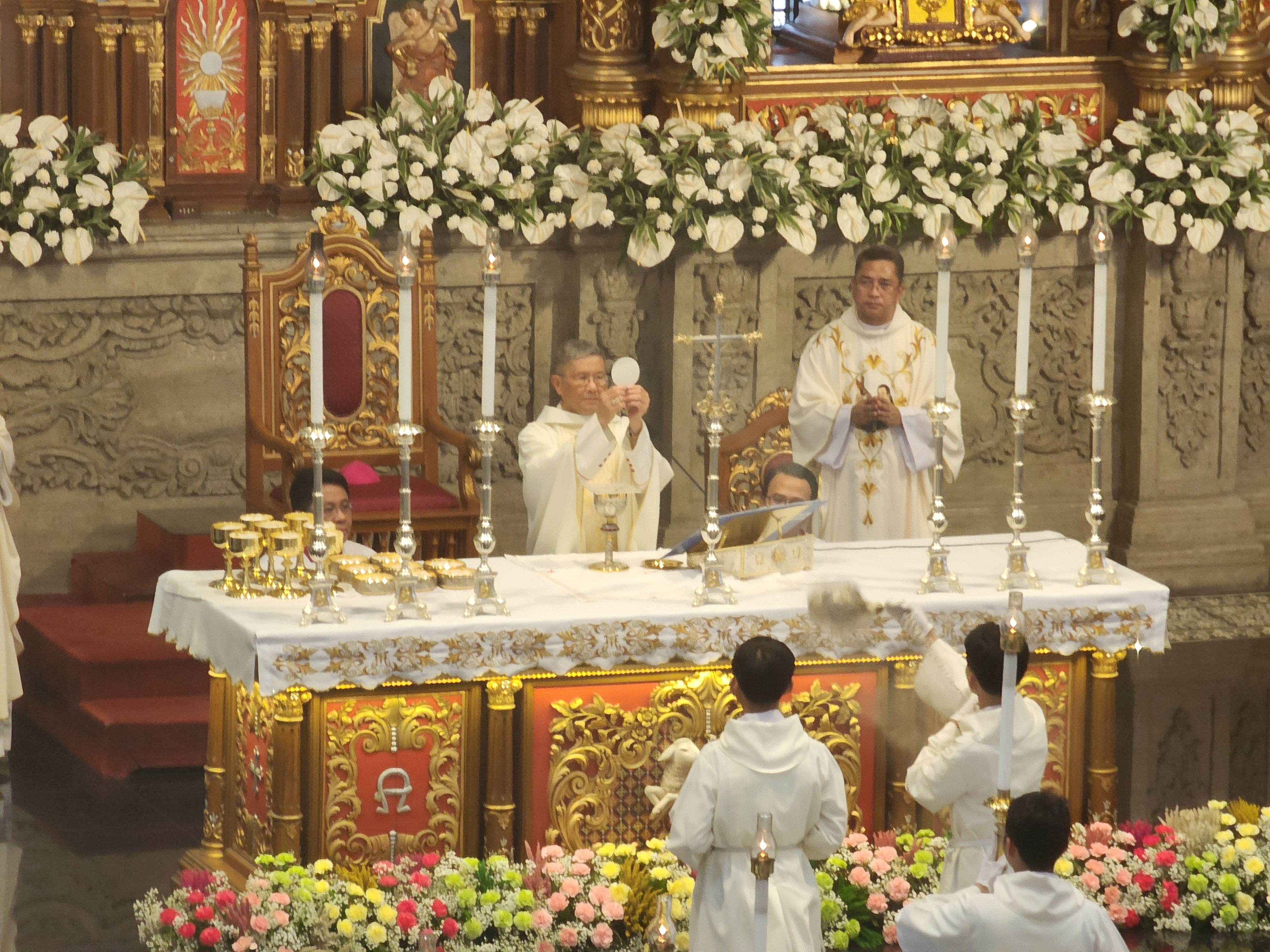
Messe pontificale de forme ordinaire.

Une messe pontificale est un office de la liturgie catholique. Célébrée au trône épiscopal ou au faldistoire et réservée généralement aux jours de solennité et de fête, elle est aussi le cadre où prennent place les rituels des fonctions réservées aux pontifes, c'est-à-dire aux évêques. Ces différents rituels (par exemple, celui des ordinations) sont rassemblés dans un livre liturgique, le pontifical.
La messe pontificale se distingue des autres formes de la messe du rite tridentin, la basse et la solennelle, en ce qu'en elle « l'Église ne laisse rien en arrière, elle veut que les ornements soient précieux, que les églises soient magnifiquement parées, et que les ministres soient considérables, tant pour leur nombre que pour leur qualité ».

## Avant la réforme liturgique qui a suivi le concile Vatican II

### Description

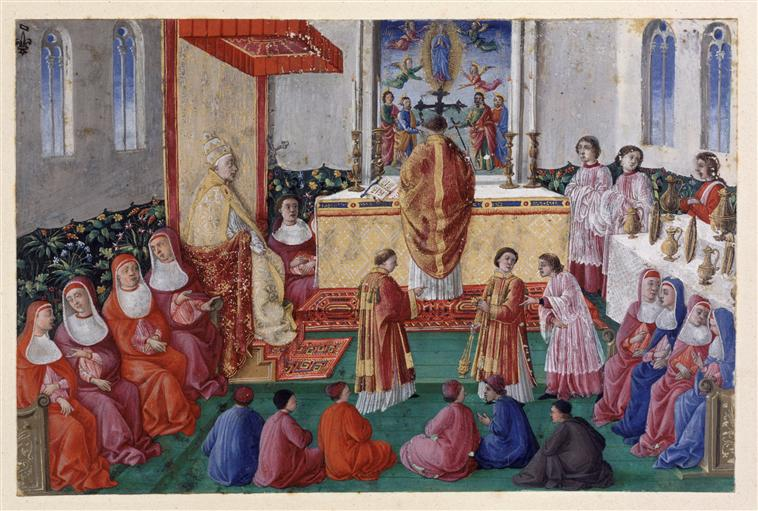
Messe solennelle coram papa à la chapelle Sixtine avec Sixte IV. Miniature de Giuliano Amidei, musée Condé.

Le Cérémonial de Clément VIII  indique les divers vêtements liturgiques revêtus par l'évêque pour célébrer la messe pontificale, comme la chape, la chasuble, la dalmatique, la tunicelle, la crosse, les sandales et les gants épiscopaux, la croix pectorale, l'anneau épiscopal, la mitre, qui est de trois modèles (la précieuse, l'orfrayée et la simple) dont l'évêque remplace l'une par une autre à certains moments de la messe pontificale,, le bougeoir épiscopal. Y participent aussi le cérémoniaire, le diacre et le sous-diacre, comme dans la messe solennelle, mais aussi un prêtre et deux diacres assistants. Dans la messe pontificale, l'évêque célèbre la partie initiale précédant les rites de l'offertoire, qu'on appelait la « messe des catéchumènes», à son siège appelé aussi trône.
La messe pontificale continue à être célébrée par des évêques qui observent l'usus antiquior (Missel de 1962) antérieur au concile Vatican II.

### Le port des insignes pontificaux

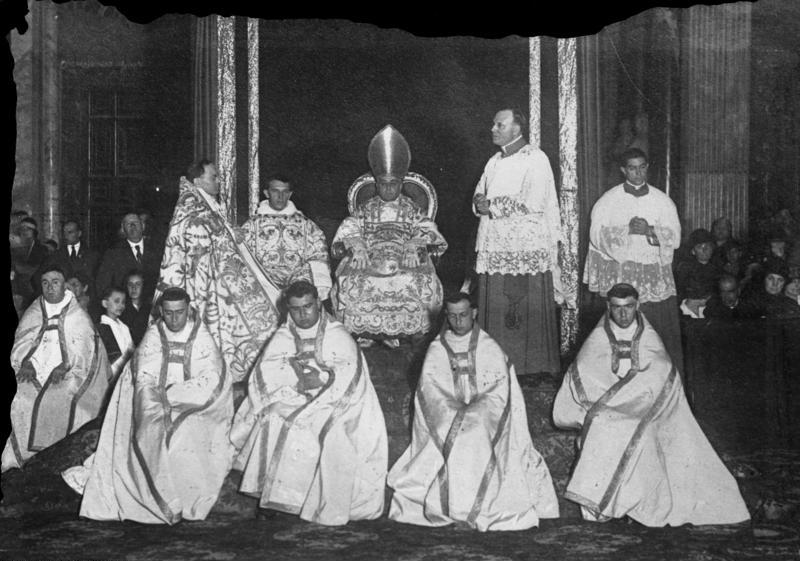
Le cardinal secrétaire d'État Pietro Gasparri lors d'une célébration liturgique en décembre 1928.

Le Saint-Siège avait accordé au fil des siècles à certains autres clercs que les évêques (abbés, doyen des chapitres de chanoines, protonotaires, etc.) le privilège d'utiliser certains insignes épiscopaux, comme la mitre simple ou même précieuse,,,, et dans certains cas de célébrer partout pontificalement avec la permission des Ordinaires ou même sans cette permission. Avec le motu proprio Pontificalia insignia du 21 juin 1968, le pape Paul VI a mis fin à cette pratique, en réservant la concession des insignes pontificaux à des prélats qui exercent une juridiction réelle sur un territoire comme la prélature territoriale ou l'abbaye territoriale. Cependant il n'a pas annulé les privilèges dans ce domaine déjà accordés à certains clercs mais leur a permis d'y renoncer de leur propre gré. Depuis lors, les Abbés trappistes, sur décision de leur Ordre, ne portent plus la mitre, mais seulement la crosse (la volute étant tourné vers l'arrière). Le motu proprio indique explicitement que certains abbés ont toujours le droit de porter la mitre dans les monastères de leur ordre et le rite de bénédiction d'un abbé prévoit l'éventuelle remise de l'anneau et de la mitre.

## Après la réforme liturgique qui a suivi le concile Vatican II
Dans le Caeremoniale Episcoporum de 1984, on appelle « messe stationnelle » la messe que l'évêque diocésain, entouré par ses prêtres et ses ministres et avec la participation pleine et active de tout le peuple de Dieu, célèbre dans les fêtes principales de l'année. « C’est la forme moderne de la « grand messe pontificale au trône », en particulier quand elle est célébrée par un évêque dans sa cathédrale. Toutefois, là où un clergé et des servants expérimentés sont disponibles, la forme solennelle serait appropriée dans quelque église que ce soit, par exemple, lors d’une visite pastorale».
Néanmoins, l'expression de « messe stationnelle », quoique largement en usage en Italie,,,,,,,,,,, n'est guère usitée dans les pays francophones et on continue à parler de messe pontificale pour désigner toute célébration solennelle présidée par un évêque (ou certains Abbés mitrés), lorsque celui-ci utilise les insignes pontificaux et les formules liturgiques qui lui sont réservées.
Contrairement à la messe stationnelle médiévale, célébrée dans des églises de Rome, chacune à son tour, et qui pouvait être présidée par un délégué du pape au lieu du pape lui-même, l'actuel Caeremoniale Episcoporum décrit la messe stationnelle comme « célébrée par l'évêque diocésain, surtout dans sa cathédrale, entouré de son presbytère et de ses ministres, avec la participation pleine et active de tout le peuple saint de Dieu ».
L'évêque diocésain doit célébrer la messe dans cette forme particulièrement solennelle surtout lors des grandes solennités de l'année liturgique, telles que la messe chrismale, la messe « in Cena Domini » du Jeudi Saint, la célébration du saint patron du diocèse, et l'anniversaire de son ordination épiscopale, ou encore la célébration des ordinations, la bénédiction d'un abbé ou d'une abbesse et la dédicace d'une église ou d'un autel[réf. nécessaire]. Le Caeremoniale Episcoporum ne parle de la participation que d'un seul diacre dans la bénédiction d'un abbé et dans la bénédiction une abbesse dit : « il convient » qu'il y ait au moins un diacre.
Elle doit être célébrée avec la participation de diacres, en répartissant entre eux les différents ministères : au moins trois, un qui proclame l'Évangile et sert à l'autel et deux qui assistent l'évêque. En l'absence de diacres, certaines de leurs fonctions seront exercées par des prêtres, qui portent l'étole presbytérale (et la chasuble) et qui concélèbrent la messe. Si la célébration a lieu dans la cathédrale, il convient que le chapitre des chanoines, s'il existe, concélèbre avec l'évêque, sans toutefois exclure la participation d'autres prêtres.
En principe, la messe « stationnelle » est présidée par l'évêque diocésain. Le Code de droit canonique distingue : « Sont appelés diocésains les Évêques auxquels est confiée la charge d'un diocèse; titulaires ou émérites, les autres Évêques ».
Même dans les formes les plus solennelles de la messe, l'évêque n'utilise plus les gants, les sandales, la tunicelle, plusieurs mitres. En plus des vêtements liturgiques des prêtres il ne porte (sous la chasuble, sur l'aube) que la dalmaticelle, qui peut toujours être blanche et qu'il convient employer surtout dans les ordinations, dans les bénédictions des abbés et des abbesses, et dans la dédication d'une église ou d'un autel. D'insignes il n'y a que l'anneau, la crosse, la mitre, la croix pectorale et, pour ceux qui y ont droit, le pallium.
Le faldistoire, qui dans le passé remplaçait la cathèdre (qu'on appelait le trône) pour les évêques qui n'étaient pas l'évêque diocésain, ne s'utilise plus : dans la célébration de la messe, un évêque qui n'est pas l'Ordinaire du lieu peut utiliser la cathèdre et la crosse épiscopale, avec le consentement de l'évêque diocésain.
Même dans les célébrations présidées par l'évêque, qui n'ont pas la forme de la messe stationnelle, il faut tout ordonner de manière qu'il apparaisse comme le grand prêtre de son troupeau. Ainsi, quand il visite les paroisses et les communautés de son diocèse, il convient que les prêtres de la paroisse ou de la communauté concélèbrent avec lui et avec la participation des diacres permanents. S'il n'y en a pas, un prêtre concélébrant lira l'Évangile et assistera l'évêque à l'autel.
Dans la pratique, tout évêque célèbre pontificalement chaque fois que les circonstances appellent une solennisation.[réf. nécessaire]
Tout ce que la Présentation Général du Missel Romain indique sur la Messe avec peuple doit être observé, et en outre :
- Quand l'évêque revêt les ornements, il prend aussi la croix pectorale et, d'habitude, la calotte.
- Il utilise la mitre et la crosse épiscopale, si les circonstances le suggèrent.
- Au début de la messe, il salue le peuple en disant : Pax vobis (La paix soit avec vous)
- Le diacre ou le prêtre qui lira l'Évangile (même si le prêtre concélèbre) demande et reçoit de lui la bénédiction. Après la lecture de l'Évangile, on porte le livre à l'évêque pour qu'il le baise.
- Avant le préface, le diacre remet la calotte de l'évêque à un acolyte.
- Dans les prières eucharistiques, après la mention du pape, l'évêque ajoute « moi-même, ton humble serviteur ».
- À la fin de la messe, l'évêque donne la bénédiction en utilisant une formule spéciale et un triple signe de croix.